# Hughes County (Oklahoma)
Hughes County ist ein County im US-Bundesstaat Oklahoma der Vereinigten Staaten. Der Verwaltungssitz (County Seat) ist Holdenville. Das U.S. Census Bureau hat bei der Volkszählung 2020 eine Einwohnerzahl von 13.367 ermittelt.

## Geographie
Das County liegt etwas nordwestlich des geographischen Zentrums von Oklahoma und hat eine Fläche von 2110 Quadratkilometern, wovon 20 Quadratkilometer Wasserfläche sind. Es grenzt im Uhrzeigersinn an folgende Countys: Okfuskee County, McIntosh County, Pittsburg County, Coal County, Pontotoc County und Seminole County.

## Geschichte
Hughes County wurde am 16. Juli 1907 als Original-County aus Muskogee-Land gebildet. Benannt wurde es nach W.C. Hughes einem Mitglied der Verfassunggebenden Versammlung ("Constitutional Convention") von Oklahoma.
Zehn Bauwerke und Stätten des Countys sind im National Register of Historic Places (NRHP) eingetragen (Stand 1. Juni 2018).

## Demografische Daten

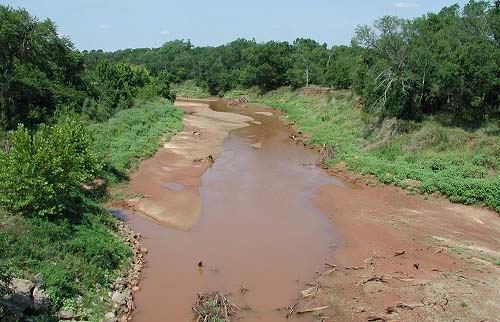
Der Little River

Alterspyramide des Hughes County

Nach der Volkszählung im Jahr 2000 lebten im Hughes County 14.154 Menschen in 5.319 Haushalten und 3.675 Familien. Die Bevölkerungsdichte betrug 7 Einwohner pro Quadratkilometer. Ethnisch betrachtet setzte sich die Bevölkerung zusammen aus 72,77 Prozent Weißen, 4,48 Prozent Afroamerikanern, 16,18 Prozent amerikanischen Ureinwohnern, 0,21 Prozent Asiaten, 0,02 Prozent Bewohnern aus dem pazifischen Inselraum und 0,98 Prozent aus anderen ethnischen Gruppen; 5,36 Prozent stammten von zwei oder mehr Ethnien ab. 2,49 Prozent der Bevölkerung waren spanischer oder lateinamerikanischer Abstammung.
Von den 5.319 Haushalten hatten 28,8 Prozent Kinder unter 18 Jahre, die im Haushalt lebten. 53,5 Prozent waren verheiratete, zusammenlebende Paare, 11,3 Prozent waren allein erziehende Mütter. 30,9 Prozent waren keine Familien, 28,6 Prozent waren Singlehaushalte und in 16,0 Prozent der Haushalte lebten Menschen im Alter von 65 Jahren oder darüber. Die durchschnittliche Haushaltsgröße betrug 2,42 und die durchschnittliche Familiengröße betrug 2,96 Personen.
23,2 Prozent der Bevölkerung waren unter 18 Jahre alt, 8,0 Prozent zwischen 18 und 24, 27,2 Prozent zwischen 25 und 44, 23,2 Prozent zwischen 45 und 64 und 18,6 Prozent waren 65 Jahre oder älter. Das Durchschnittsalter betrug 39 Jahre. Auf 100 weibliche Personen kamen 105,8 männliche Personen. Auf 100 Frauen im Alter von 18 Jahren oder darüber kamen 105,5 Männer.
Das jährliche Durchschnittseinkommen eines Haushalts betrug 22.621 USD und das durchschnittliche Einkommen einer Familie betrug 29.153 USD. Männer hatten ein durchschnittliches Einkommen von 22.337 USD gegenüber den Frauen mit 18.029 USD. Das Prokopfeinkommen betrug 12.687 USD. 16,7 Prozent der Familien und 21,9 Prozent der Bevölkerung lebten unterhalb der Armutsgrenze.